# Cryptocyclops bicolor
Cryptocyclops bicolor är en kräftdjursart som först beskrevs av Georg Ossian Sars 1863.  Cryptocyclops bicolor ingår i släktet Cryptocyclops och familjen Cyclopidae. Arten är reproducerande i Sverige. Inga underarter finns listade i Catalogue of Life.